# 2ТЭ70
2ТЭ70 (2-секционный Тепловоз, с Электропередачей, модель 70) — магистральный двухсекционный грузовой тепловоз с шестиосными секциями и электрической передачей переменно-постоянного тока производства Коломенского тепловозостроительного завода, созданный на базе пассажирского тепловоза ТЭП70БС. Всего было выпущено 12 машин.

## История
У Коломенского завода уже был опыт постройки двухсекционного тепловоза, унифицированного с односекционным: в 1964 году началось строительство двухсекционных пассажирских тепловозов 2ТЭП60, пошедших в серию (до 1987 года выпущено 116 машин). В 2000-х годах на заводе снова решили построить двухсекционный тепловоз, на этот раз — грузовой, взяв за основу следующее поколение пассажирских тепловозов — ТЭП70БС. Первый тепловоз серии представлен 14 июля 2004 года; в конце 2006 года он поступил в депо Улан-Удэ — после завершения всех необходимых испытаний и получения сертификата соответствия РСФЖТ. В 2006 году был построен второй тепловоз, а в 2007 — ещё 10 машин. Все 12 тепловозов получили двухцветную окраску из синего и серого цветов: в синий цвет окрашивались верхняя часть кузова, кабина — спереди и по бокам. По борту шла горизонтальная полоса синего цвета; передняя часть полосы была широкой, задняя — узкой, между этими частями, примерно посередине секции, находились стилизованные буквы «КЗ» (Коломенский завод). Основная часть бортов была серой. Часть рамы спереди между путеочистителем и кузовом окрашивалась в ярко-оранжевый цвет.
По состоянию на 2017 год тепловозы приписаны к депо Котлас.
На 2019 год из-за неисправностей все тепловозы серии не работают. Большая часть на консервации, несколько машин ожидают ремонта.

## Конструкция
Тепловоз состоит из двух шестиосных секций и по основным узлам унифицирован с пассажирскими тепловозами ТЭП70У и ТЭП70БС. Предназначен для вождения грузовых поездов массой до 6000 т. Каждая секция имеет только одну кабину машиниста, а в месте сцепа секции имеют торцы с межсекционным переходом. По сравнению с ТЭП70БС и ТЭП70У, сцепная масса каждой секции увеличилась на 6 тонн — со 135 до 141 тонны, был увеличен объём топливного бака, применён редуктор с меньшим передаточным отношением для увеличения силы тяги.

### Кузов
Рама и кузов тепловоза объединены в несущую систему: боковые стенки кузова приварены к раме, которая состоит из двух продольных балок и нескольких поперечных. На концевых секциях рамы установлены автосцепки СА-3, в средней части рамы приварен топливный бак ёмкостью 8700 литров с нишами для размещения аккумуляторов. Кузов сварной, ферменно-раскосного типа. К несущим его частям относятся боковые стенки, лобовые части, рама, а также задняя стенка кабины машиниста. Обшивка боковых стенок и лобовой части выполнена из алюминиевых листов толщиной 3 мм. Крыша кузова состоит из нескольких блоков, пять из них расположено над машинным отделением. В блоках расположено дополнительное оборудование, в том числе охлаждающее устройство, воздухоочиститель дизеля, глушитель, тормозные резисторы, блок фильтров системы воздухоснабжения электрических машин. В отличие от ТЭП70БС, вместо второй кабины машиниста устроен переходной тамбур, где находятся пневматическое оборудование, тормозной компрессор, ручной тормоз, дополнительное электрическое оборудование и бункеры песочной системы; на крыше тамбура установлены главные резервуары ёмкостью 1000 литров — по два на каждой секции. Буферные фонари тепловозов 001 и 002 были утоплены в лобовую маску, а начиная с машины под номером 003 они, наоборот, стали немного выступать из неё.

### Кабина машиниста

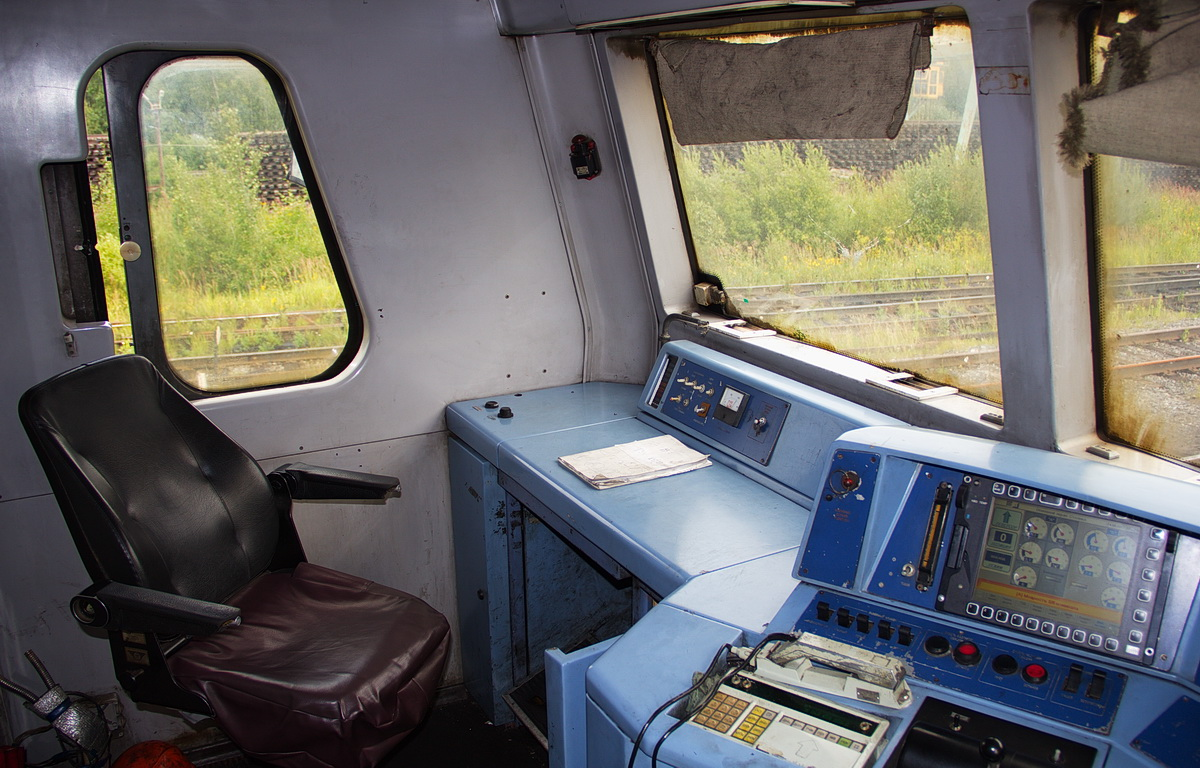
Пульт управления тепловоза 2ТЭ70

Кабина отделена от машинного отделения стенкой из алюминиевых листов со звукоизоляцией. Между наружной и внутренней обшивками кабин размещены звукоизолирующие пакеты из капронового волокна и звукодемпфирующей резины. Потолок обшит перфорированным стальным листом, внутренняя обшивка стен выполнена из листового металлопласта. Съёмный пол изготовлен из листовой фанеры толщиной 20 мм; под ним уложены теплозвукоизоляционные маты. Стёкла повышенной безопасности снабжены электрическим обогревом, стеклоочистителями и омывателями. На лобовом стекле имеются механические подъёмные шторки, а на боковых — горизонтально-сдвижные. Лобовое окно состоит из двух частей, разделённых вертикальной перемычкой. Под ним по всей ширине кабины установлен пульт управления; на нём размещены органы управления, тормозные краны, информационная панель КЛУБ-У, дисплей, пульт радиостанции и другие приборы.

### Силовая установка и электропередача
Дизель-генератор 2А-9ДГ-02 состоит из высокофорсированного дизеля 16ЧН26/26 и синхронного тягового генератора, соединённых муфтой и установленных на поддизельной раме. Дизель производства Коломенского завода — V-образный, 16-цилиндровый, четырёхтактный, с газотурбинным наддувом и охладителем наддувочного воздуха, мощностью 2940 кВт (3997 л. с.). На дизель установлены электронная система контроля оборотов коленчатого вала, система автоматического регулирования температур теплоносителей и двухступенчатый воздухоочиститель. Вентиляторы системы охлаждения имеют гидростатический привод.
Дизель подсоединён к синхронному тяговому генератору активной мощностью 2750 кВт, номинальной частотой вращения ротора 1000 об/мин. Две трёхфазные обмотки статора сдвинуты относительно друг друга на 30 электрических градусов. КПД продолжительного режима генератора составляет 0,95.

## Галерея

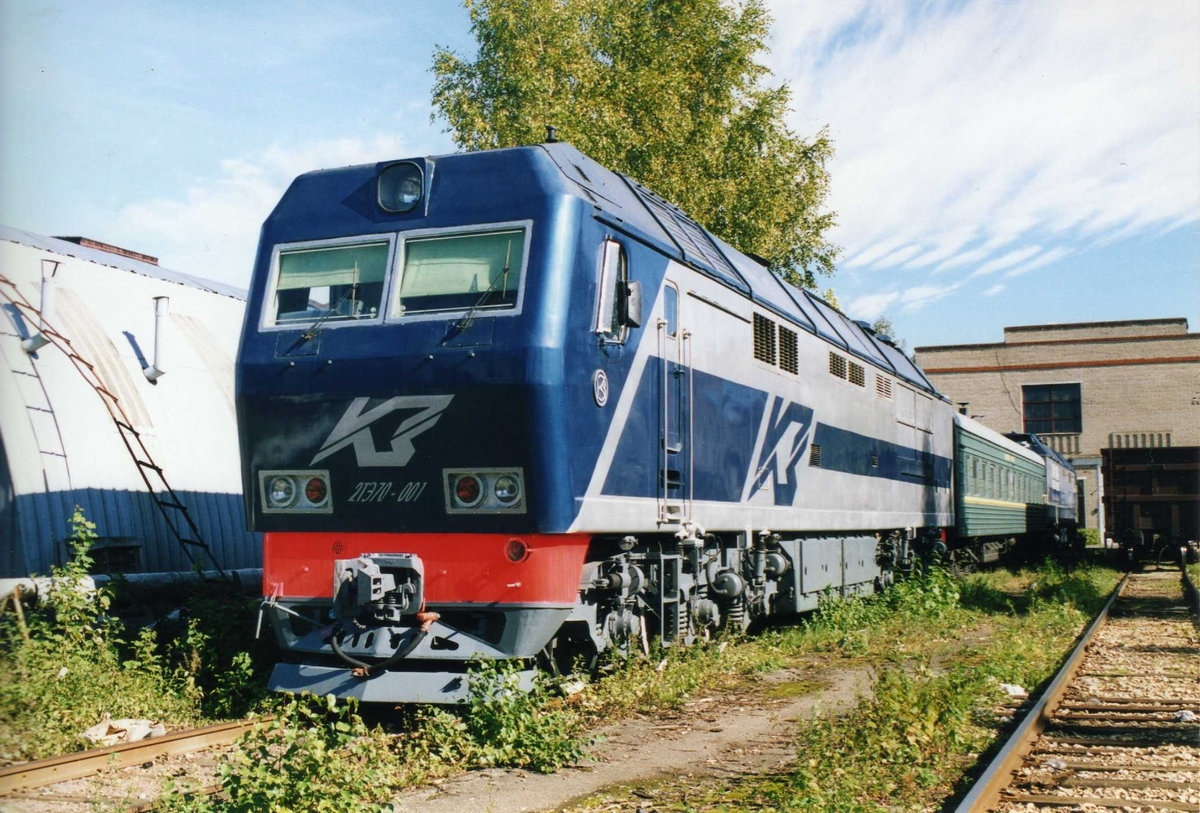
2ТЭ70-001
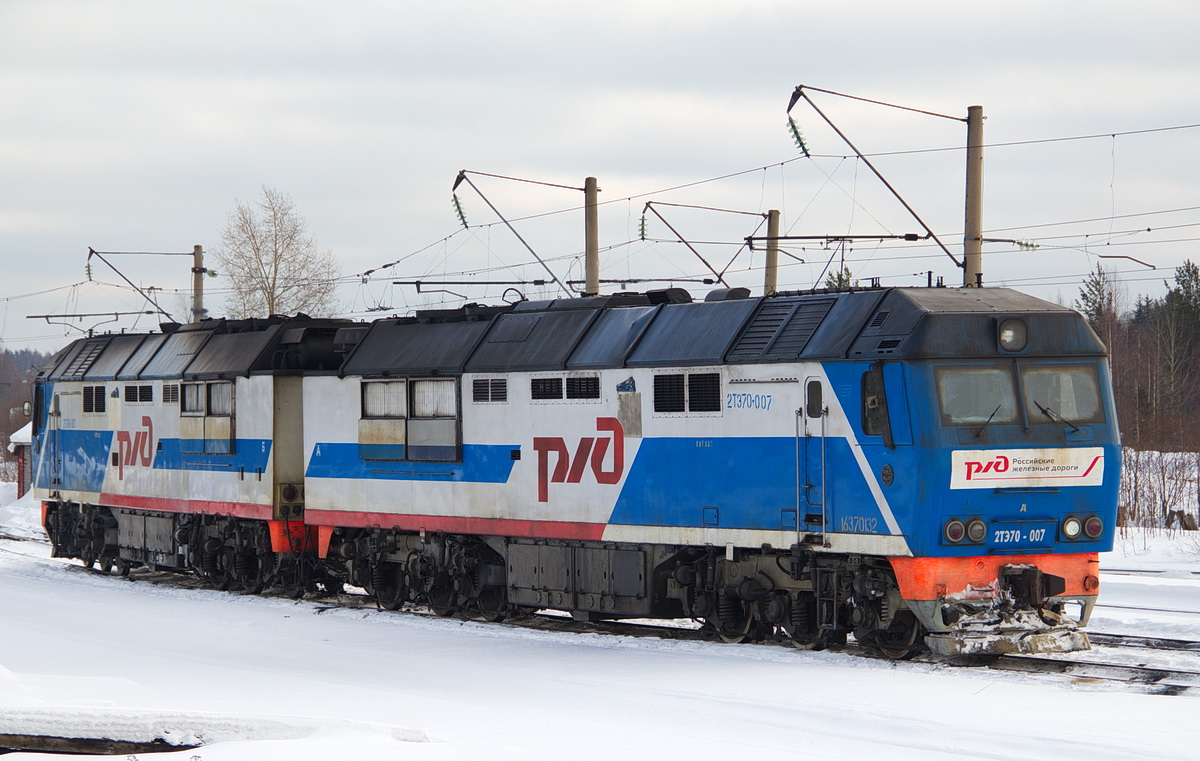
2ТЭ70-007
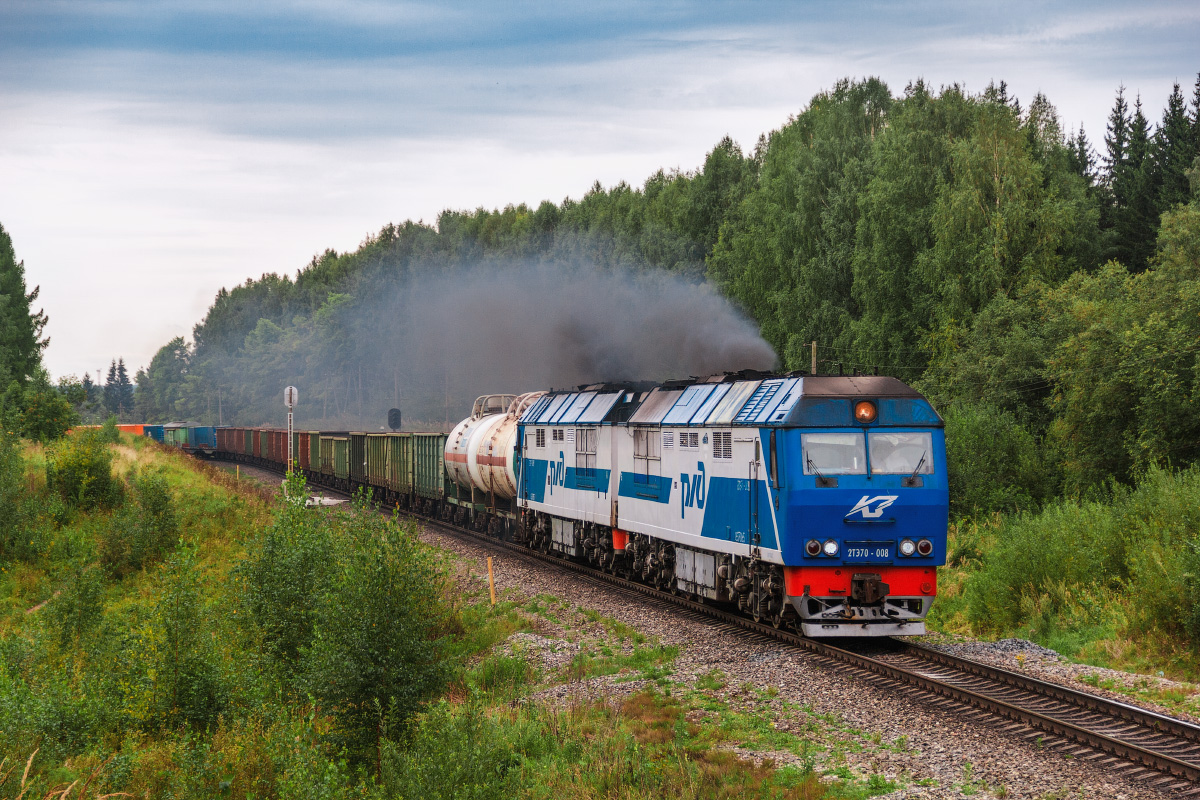
2ТЭ70-008 с грузовым поездом
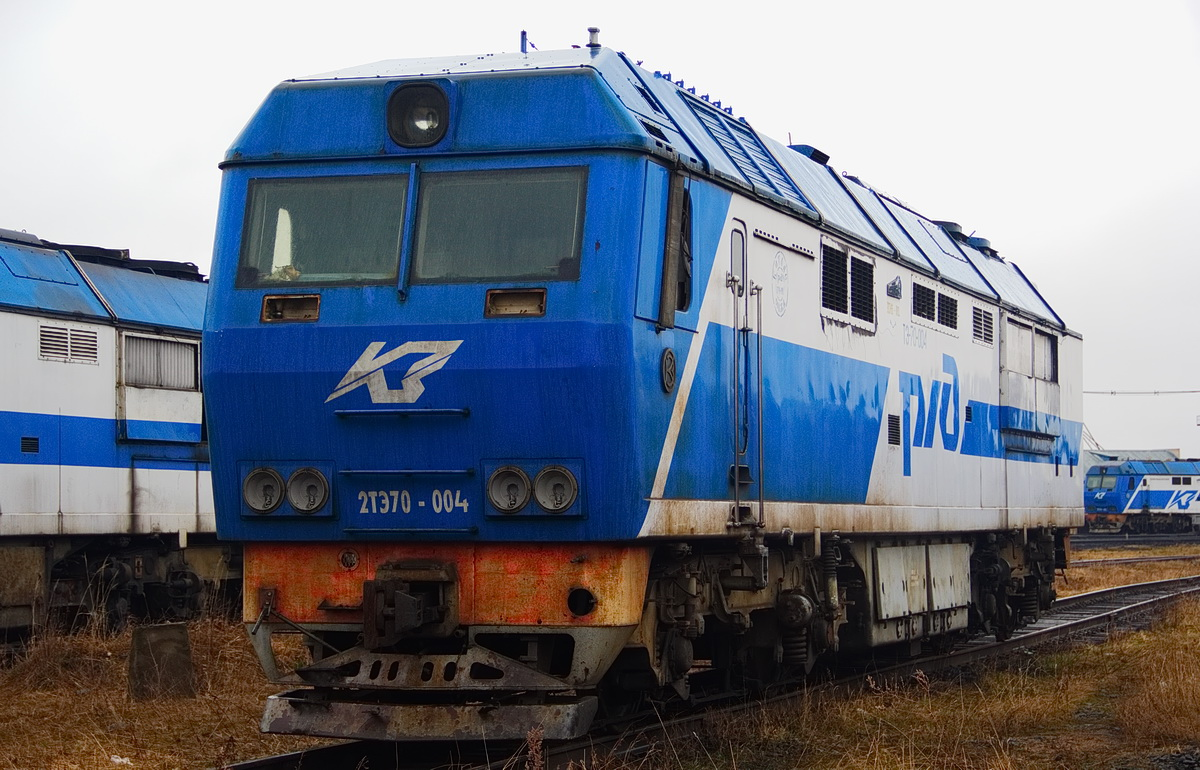
2ТЭ70-004 на консервации в депо Сольвычегодск, май 2016 года